# Tashkent Open 2011
Tashkent Open 2011 — тенісний турнір, що проходив на відкритих кортах з твердим покриттям. Це був 13-й за ліком Tashkent Open. Належав до турнірів International у рамках Туру WTA 2011. Відбувся в Ташкенті (Узбекистан). Тривав з 12 до 17 вересня 2011 року.

## Учасниці
| Країна     | Гравчиня             | Рейтинг1 | Сіяна |
| ---------- | -------------------- | -------- | ----- |
| Росія      | Ксенія Первак        | 52       | 1     |
| Сербія     | Бояна Йовановські    | 54       | 2     |
| Франція    | Полін Пармантьє      | 62       | 3     |
| Латвія     | Анастасія Севастова  | 66       | 4     |
| Словаччина | Магдалена Рибарикова | 70       | 5     |
| Росія      | Алла Кудрявцева      | 77       | 6     |
| Росія      | Євгенія Родіна       | 83       | 7     |
| Франція    | Араван Резаї         | 86       | 8     |

- 1 Рейтинг подано станом на 29 серпня 2011.

### Інші учасниці
Нижче наведено учасниць, які отримали вайлдкард на участь в основній сітці:
- Нігіна Абдураїмова
- Камілла Фархад
- Сабіна Шаріпова

Нижче наведено гравчинь, які пробились в основну сітку через стадію кваліфікації:
- Яна Чепелова
- Ейріні Георгату
- Александра Крунич
- Вікторія Ларр'єр

## Переможниці та фіналістки

### Одиночний розряд
Ксенія Первак —  Ева Бірнерова, 6–3, 6–1.
- Для Первак це був перший титул за кар'єру.

### Парний розряд
Елені Даніліду /  Віталія Дяченко —  Людмила Кіченок /  Надія Кіченок, 6–4, 6–3.